# Choroba cieszyńska świń
Choroba cieszyńska świń (łac. Encephalomyelitis enzootica suum) – choroba zakaźna objęta zakazem szczepienia. Wywołują ją wirusy. Występują one w narządach i wydalinach chorych świń. Spotyka się też bezobjawowych nosicieli choroby. Wirus może być przenoszony przez owady i gryzonie oraz za pośrednictwem narzędzi i urządzeń transportowych. W przypadku zakażenia chorują zwykle wszystkie zwierzęta w chlewni.
Chore osobniki tracą apetyt i słabną, następuje wzrost temperatury ich ciała i występują zaburzenia koordynacji ruchowej. U chorych sztuk obserwuje się objawy podniecenia i lękliwości, zwierzęta kwiczą. Mogą też wystąpić drgawki, a wyniku przestraszenia zwierzęcia może nastąpić skurcz mięśni powodujący zesztywnienie karku, porażenie zadu, a nawet całego ciała. Choroba często kończy się śmiercią.
Leczenie choroby cieszyńskiej jest zabronione. W przypadku jej wystąpienia likwiduje się całe stado. Przypadki choroby podlegają obowiązkowi zgłaszania.